# ژینورا الکان
ژینورا الکان (انگلیسی: Ginevra Elkann؛ زادهٔ ۲۴ سپتامبر ۱۹۷۹) کارگردان فیلم، و تهیه‌کننده فیلم اهل ایتالیا است.